# Nous étions des humains
Albums de Mickey 3D
Sebolavy
(2016)
Singles
1. Émilie dansait
2. N'achetez pas mon disque

Nous étions des humains est le septième album du groupe Mickey 3D. Il est sorti le 13 janvier 2023, sept ans après la parution de leur précédent album.

## Liste des chansons
| No  | Titre                    | Durée |
| --- | ------------------------ | ----- |
| 1.  | La Danse des éléphants   | 3:53  |
| 2.  | N'achetez pas mon disque | 3:09  |
| 3.  | Nous étions des humains  | 3:54  |
| 4.  | Je me souviens           | 3:37  |
| 5.  | Mon pays est tombé       | 3:38  |
| 6.  | Émilie dansait           | 3:24  |
| 7.  | Rien ne vaut demain      | 3:22  |
| 8.  | Les Réseaux social       | 3:14  |
| 9.  | Je croyais               | 4:03  |
| 10. | Un idiot sous la pluie   | 3:36  |
| 11. | Un œil sur toi           | 3:11  |
| 12. | Lettre à Louison         | 3:34  |